# Calostephane
Calostephane es un género de plantas fanerógamas perteneciente a la familia de las asteráceas. Comprende 12 especies descritas y de estas, solo 6 aceptadas.

## Taxonomía
El género fue descrito por George Bentham y publicado en Hooker's Icones Plantarum 12: 1111. 1872. La especie tipo es  Calostephane divaricata Benth.	

## Especies aceptadas
A continuación se brinda un listado de las especies del género Calostephane aceptadas hasta julio de 2012, ordenadas alfabéticamente. Para cada una se indica el nombre binomial seguido del autor, abreviado según las convenciones y usos.
- Calostephane angolensis (O.Hoffm.) Anderb.
- Calostephane divaricata Benth.
- Calostephane huillensis (Hiern) Anderb.
- Calostephane madagascariensis (Humbert) Anderb.
- Calostephane marlothiana O.Hoffm.
- Calostephane punctulata (Hiern) Anderb.